# Lertha ledereri
Lertha ledereri is een insect uit de familie van de Nemopteridae, die tot de orde netvleugeligen (Neuroptera) behoort. 
Lertha ledereri is voor het eerst wetenschappelijk beschreven door Sélys-Longchamps in 1866.